# Alfredo Adame
Alfredo Adame (Guadalajara, 10 de junho de 1958) é um ator mexicano.

## Carreira

### Telenovelas
- Por amar sin ley (2018) - Hugo Arteaga

- La doble vida de Estela Carrillo (2017) - Pedro Carrillo González

- Las amazonas (2016) - Vicente Mendonza Castro
- A que no me dejas (2015) - Alfonso Fonseca Cortes
- La sombra del pasado (2014-2015) - Padre Jerónimo Alcocer
- Lo que la vida me robó (2013) - Benjamín Almonte
- La mujer del vendaval (2012-2013) - Luciano Casteló
- Dos hogares (2011) - Armando Garza
- Cuando me enamoro (2010) - Honorio Sánchez
- Sortilegio (2009) - Det. John Seigal.
- En nombre del amor (2008-2009) -  Rafael Sáenz
- La madrastra (2005) - Presentador
- Las vías del amor (2002) - Ricardo Domínguez
- Maria Belén  (2001) - Alfonso García Marín
- Carita de ángel (2000)
- DKDA: Sueños de juventud (1999) - Plomero
- Alguna vez tendremos alas (1997) - Carlos Augusto
- Tú y Yo (1996) - Carlos Augusto Beltrán
- Bajo un mismo rostro (1995) - Diego
- Retrato de familia (1995) - Esteban Acuña
- Más allá del puente (1994) - Eduardo Fuentes Villalba
- De frente al sol (1992) - Eduardo Fuentes Villalba
- Yo no creo en los hombres (1991) - Gustavo Miranda
- La fuerza del amor (1990) - Felipe
- Balada por un amor (1990) - Gustavo Elenes
- Mi segunda madre (1989) - Hans

### Séries
- Mujer, casos de la vida real (1997)
- Cero en conducta (1999)

### Cine
- Súper mamá (2006)
- La pareja más pareja (2005)
- Reclusorio III (1999)
- En las manos de Dios (1996)
- Los cómplices del Infierno. (1995)
- Perfume, efecto inmediato. (1994)
- Dos Fantasmas Sinvergüenzas. (1993)
- El salario de la muerte (1993)- Jorge
- Anatomía de una violación (1992)
- Fuga al destino (1987)

### Condução
- Video Cosmos (1980)
- De buenas a la 1 (2008)
- Hoy  (1998)
- Viva la mañana (2005)
- Premios TVyNovelas (2004)
- Ay amor (2003)

### Programas de comédia
- Papito querido
- Dos curas de locura
- Al derecho y al Derbez
- Estrella2 (2012-presente)